# 吳宗熹
吳宗熹（？—1595年），字伯焜，號濱陽，福建漳州府南靖縣民籍漳浦縣人，明朝政治人物。

## 生平
萬曆七年（1579年）己卯科福建鄉試第五十六名，萬曆八年（1580年）庚辰科會試第七名，登三甲第二十八名進士。授海宁知县，改任教授，十三年改任景州学正，十六年升国子监助教，十八年升监丞，十九年累官工部主事，主考广西乡试，二十二年丁憂归乡，二十三年卒于中途。

## 家族
曾祖吳齡；祖父吳悌，曾任太常寺博士；父吳一泗。母許氏。